# 러브스토리 인 하버드
《러브스토리 인 하버드》는 2004년 11월 22일부터 2005년 1월 11일까지 방송했던 SBS 월화 드라마로 미국 하버드대학교를 배경으로 한국에서 법과대학을 졸업하고 미국 하버드 로스쿨로 유학 온 김현우가 미국 하버드 메디컬 스쿨 3년 차 이수인과 사랑에 빠지면서 벌어지는 이야기를 다룬다. 실제 하버드 대학교가 아닌 미국 UCLA, 미국 USC 등에서 촬영됐다.
한편 극 초반 배우들이 영어 대사를 소화함에 있어 많은 지적을 당함으로써 드라마의 내용과 상관 없는 어려움을 겪었고 극 중반 미국에서 국내로 극의 무대가 전환되자 이에 실망하는 시청자들도 있기도 했다.
아울러 김민(유진아 역)이 해당 프로그램 촬영 차 미국 로스앤젤레스에 머물면서 지인의 소개로 알게 된 이지호 감독과 결혼하기도 했으며 해당 프로그램에 앞서 KBS 2TV 주말 드라마 《보디가드》, SBS 일일 드라마 《연인》 등에서 섭외가 왔으나 고사했다.

## 등장 인물

### 주요 인물
- 김래원 : 김현우 역 - 한국에서 온 하버드 로스쿨 신입생 → 변호사
- 김태희 : 이수인 역 - 하버드 메디칼 스쿨 학생 → 의사
- 이정진 : 홍정민 (알렉스 홍) 역 - 로스쿨 엘리트 학생 → 로펌 변호사
- 김민 : 유진아 역 - 하버드 비지니스 스쿨 출신

### 주변 인물
- 정솔희 : 한슬기 역 - 하버드대 생물학과 2학년
- 강남길 : 오영재 (브라이언 오) 역 - 한슬기의 외삼촌, 로스쿨 교수
- 주현 : 이용구 역 - 이수인의 부친

### 그 외 인물
- 프랭크 고쉰 : 케인즈 역 - 하버드 로스쿨 교수
- 이참 : 제이슨 워커 역 - 해밀턴재단 (DA 케미칼) 회장
- 최범호 : 제이슨의 부하 역
- 조형기 : 김현우 변호사 법률사무소 사무장 역
- 이유정 : 황윤미 역 - 검찰총장의 딸, 변호사
- 김창완 : 차진철 역 - 하버드 메디컬 스쿨 출신, 병원 원장
- 이승형 : 유장석 역 - 변호사
- 이정길 : 현우 부 역
- 김희정 : 현우의 누나 역
- 김승욱 : 윤상호 역 - 변호사
- 서지희 : 천다운 역 - 천노식의 딸
- 길용우 : 하버드 경영학 박사 역
- 이근희 : 신반리 주민 대표 역
- 쟈니 윤 : 제임스 유 역 - 유진아의 부친, 변호사
- 신준영 : 형사 역
- 손건우 : 킬러 역
- 오서운 : 귀염둥이 역
- 여호민
- 황보라
- 전성우
- 박정선
- 이승민
- 김은경
- 김형범
- 김동균
- 장은비
- 민경조
- 오아랑
- 옥승일
- 차기환
- 정종준

## 수상
- 2004년 SBS 연기대상 10대 스타상, 네티즌 최고 인기상 김태희
- 2004년 SBS 연기대상 10대 스타상, 네티즌 최고 인기상 김래원
- 2004년 제41회 백상예술대상 TV부문 인기상 김태희, 김래원